# Casal de Béthune
El casal senyorial, ducal i principesc de Béthune és una de les nissagues més antigues i il·lustres d'Europa. Agafa el nom de Béthune a l'Artois i es va originar al segle x.
El fundador Robert I anomenat "Faisseux", fou senyor de Béthune, Richebourg i Carency, abat laic de Saint-Vaast d'Arràs, nascut vers 970 i fill segon d'Adalelm, el suposat darrer del comtes sobirans d'Artois, i d'Adelina, filla del comte de Laon, neboda (segons la moda de Bretanya) d'Odó I de França i del seu germà Robert duc de França. Així se suposa que Robert fou senyor de Béthune per assignació del seu pare el comte d'Artois, el qual al seu torn havia de ser vassall del comte de Flandes.
Una de les branques de la família va esdevenir sobirana: la de Conó de Bethune, un dels caps conqueridors de l'Imperi Romà d'Orient el 1203. La senyoria de Béthune va sortir del casal de Béthune el 1248 pel matrimoni de Mafalda, filla i hereva de Robert VII de Bethune amb Guiu de Dampierre, després comte de Flandes. Balduí, oncle de Robert VII (germà del seu pare Guillem II) fou comte uxori d'Aumale per matrimoni amb Hawisa, però el comtat fou confiscat pel rei de França i Balduí es va establir a Anglaterra.
El casal de Béthune es va dividir en diverses branques de les quals les principals són:
- Branca dels ducs de Sully, ducs d'Orval, ducs de Chârost, comtes de Selles, marquesos de Chabris, i la subbranca de Béthune-Polònia, sorgides de Robert II de Béthune.

- Branca dels prínceps de Béthune Hesdigneul, dels comtes de Penin-Saint-Venan (anteriorment coneguts amb el nom de comtes des Plancques, a Artois, sorgida vers 1035, de Balduí, senyor de Carency, segon fill de Robert I de Béthune.

- Branca coneguda com a Balfour, establerta a Escòcia.

Per extinció de la primera (ducal) la segona va esdevenir la branca sènior.
La casa de Bethuna va donar un regent al regne d'Escòcia, un mariscal de França, dos Grans Mestres de l'artilleria, diversos ambaixadors, tinents generals, mariscals de camp, cavallers a les ordes del rei, comandant de l'orde reial i militar de Sant Lluís, governadors provincials, consellers d'estat, un cardenal, un bisbe de Lo Puèi de Velai, dos bisbes de Verdun, dos bisbes de Cambrai (els bisbes de Cambrai i de Verdun eren prínceps del Sacre Imperi), un arquebisbe de Bordeus, dos arquebisbes de Glasgow, etc.

## Senyors de Béthune
- Robert I ?-1031
- Robert II 1031-1071, fill
- Robert III 1071-1101, fill
- Robert IV el Gros 1101-1128, fill

casat amb Adelaida de Peronné
- Guillem I 1128-1138, fill

casat amb Clemència de Cambrai filla d'Hug II, vescomte o castellà de Cambrai i senyor d'Oisy i Crèvecœur
- Robert V el Ros (Ros Panotxa o Roig de vermellós) 1139-1191, fill, mort en batalla a Acre el 10 de gener de 1191.

casat amb Adelaida
- Robert VI 1191-1193/1194, fill
- Guillem II 1193/1194-1214, germà, mort el 13 o 14 d'abril de 1214

casat amb Matilde de Dendermonde, filla de Gualter senyor de Dendermonde
- Robert VII 1214-1248, fill mort a Sardenya l'11 o 12 de novembre de 1248

casat amb Elisabet de Morialmes, filla d'Arnold de Morialmente (i vídua de Nicolau de Condé)
- Matilde de Béthune (1230-1264), filla i hereva, morta el 8 de novembre de 1264, senyora de Béthune, Dendermonde, Richebourg i Warneton.

casada el 1246 amb Guiu de Flandes fill de Guillem II de Dampierre, comte uxori de Flandes el 1251. Guiu va succeir a la seva mare Margarita de Flandes en aquest comtat, el 1278 (+ empresonar a Compiègne el 7 de març de 1305)